# La Vie comme maladie mortelle sexuellement transmissible
Pour plus de détails, voir Fiche technique et Distribution.
La Vie comme maladie mortelle sexuellement transmissible (en polonais : Życie jako śmiertelna choroba przenoszona drogą płciową) est un drame psychologique polonais réalisé par Krzysztof Zanussi, sorti en 2000.

## Synopsis
Tomasz apprend qu'il a une maladie mortelle. Il demande son ex-femme Anna de financer son opération à Paris. Mais il est déjà trop tard pour guérir. Il n'est lui reste qu'attendre la mort et trouver quelqu'un qui aiderait de comprendre et accepter l'évanescence.

## Fiche technique
- Titre : La Vie comme maladie mortelle sexuellement transmissible
- Réalisation : Krzysztof Zanussi
- Scénario : Krzysztof Zanussi
- Photographie : Edward Kłosiński
- Montage : Marek Denys
- Musique originale : Wojciech Kilar
- Décors : Halina Dobrowolska
- Costumes : Jagna Janicka
- Sociétés de production : Telewizja Polska, Canal+ (Pologne)
- Sociétés de distribution :
- Pays d'origine :  Pologne
- Langue originale : polonais
- Format : couleur
- Durée : 96 minutes
- Genre : drame psychologique
- Date de sortie :
  - Pologne : 8 septembre 2000

## Distribution
- Zbigniew Zapasiewicz : Tomasz Berg
- Aleksander Fabisiak : le professeur
- Tadeusz Bradecki : le moine Marek
- Monika Krzywkowska : l'habilleuse Hanka
- Paweł Okraska : Filip, le copain de Hanka, l'étudiant de médecine
- Krystyna Janda : Anna, l'ex-femme de Tomasz
- Szymon Bobrowski : Karol, le mari actuel d'Anna
- Małgorzata Pritulak : l'infirmière
- Jerzy Radziwiłowicz : le maire du village
- Krzysztof Kuliński : le médecin

## Récompense
- Grand Prix au Festival international du film de Moscou en 2000[1].